# The Knoll
The Knoll (englisch für Die Anhöhe oder Das Hügelchen) ist eine unverschneite, 370 m hohe Anhöhe, die das Kap Crozier am Ostende der antarktischen Ross-Insel überragt.
Entdeckt und deskriptiv benannt wurde dieser Flankenvulkan des Mount Terror bei der Discovery-Expedition (1901–1904) unter der Leitung des britischen Polarforschers Robert Falcon Scott. Bei Scotts Terra-Nova-Expedition (1910–1913) errichtete eine dreiköpfige Mannschaft hier im Juli 1911 eine notdürftige Schutzhütte, die in der Liste der historischen Stätten und Denkmäler in der Antarktis unter der Nummer HSM 21 gelistet ist.